# Liberias fodboldlandshold
Liberias fodboldlandshold repræsenterer Liberia i fodboldturneringer og kontrolleres af Liberias fodboldforbund.